# داء الأميبات الجلدي
داء الأميبات الجلدي (بالإنجليزية: Amebiasis cutis)‏ هو مرض جلدي تتميز بوجود قرحة سَببها المتحولة الحالة للنسج.:421